# Qiqiao (köpinghuvudort i Kina, Jiangsu Sheng, lat 31,39, long 118,99)
Qiqiao (kinesiska: 漆桥, 漆桥镇) är en köpinghuvudort i Kina. Den ligger i provinsen Jiangsu, i den östra delen av landet, omkring 77 kilometer söder om provinshuvudstaden Nanjing. Antalet invånare är 22 969. Befolkningen består av 11 067 kvinnor och 11 902 män. Barn under 15 år utgör 11,0 %, vuxna 15-64 år 73 %, och äldre över 65 år 15,0 %.
Runt Qiqiao är det tätbefolkat, med 397 invånare per kvadratkilometer. Närmaste större samhälle är Yangjiang, 18,0 km väster om Qiqiao. Trakten runt Qiqiao består till största delen av jordbruksmark.
Genomsnittlig årsnederbörd är 1 538 millimeter. Den regnigaste månaden är juli, med i genomsnitt 254 mm nederbörd, och den torraste är december, med 48 mm nederbörd.